# Хистеросалпингографија
Хистеросалпингографија (ХСГ) једна је од минимално инвазивних радиолошких и гинеколошких метода испитивања морфологије унутрашњих гениталних органа, убризгавањем радиолошког контрастног средства кроз канал грлића материце у матерчну дупљу и јајоводе.
Овом методом се поред испитивања анатомског стања грлића материце, канала грлића материце, шупљине материце и јајоваода, у истом акту утврђује пролазност јајовода и дијагностикује постојање органских (патолошких) промена на унутрашњим гениталним органима, њихова локализација и степен оштећења.
Најповољни период за ХСГ испитивање је прва половина менструалног циклуса.
Хистеросалпингографија, као једноставана метода, суверано „влада“ у испитивању неплодности, и често се заједно са лапароскопијом као комплементна методоа, примењује у испитивању тубарне неплодности. Међутим хистеросалпингографија је инфериорнија метода у односу на лапароскопију, јер открива и перитубарне прираслице.

## Индикације
Хистеросалпингографија се најчешће користи у дијагностиици:
- Стерилитета опструкционог порекла.[6][7]
- Гениталне туберкулозе
- Бенигних, па чак и малигних тумора материце и јајовода
- Амонореја,
- Интактне тубарне трудноће.

Такође ХСГ има велики дијагностички значај за зтврђивање:
- Развојних аномалија унутрашњих полних органа,
- Диференцијално дијагностичке разлике материце од гениталних и екстрагениталних тумора мале карлице.

- Неке од индикација за хистеросалпингографију
- ХСГ код прираслица унутрашњих гениталија
- ХСГ код Ашермановог синдрома
- ХСГ код хидросалпингса

## Контраиндикације
- Трудноћа или сумња на трудноћу
- Након инфекције или враћења инфекције на репродуктивне органе
- Алергија на контрастно средство
- Крварења из материце

## Начин извођења
Хистеросалпингографија се спроводи тако што се на грлић материце постави инструмент, кроз који се убризгава констраст. Након убризгавања контрастно средство испуњава канал грлића материце, материцу, улази у јајоводе и ако су њихови отвори пролазни, доспева у трбушну шупљину. Убризгавање контраста и његово испуњавање гениталних шупљина посматра се уз момоћ рентгенског зрачења.
ХСГ се у начелу изводи без анестазије мада се може радити и у краткотрајној општој анестезији. Процедура је безболна, кратко траје и током ње начине се минимум три радиолошка снимка. Пацијенткиња већ након два до три сата после снимања може да иде кући. Након прегледа снимака снимка гинеколог може да предложити кораке у даљем испитивању или лечењу.
Пре приступања ХСГ пацијенткиња мора прибавити потврду да нема микроорганизме у вагини и грлићу материце, како се током извођењем ХСГ микроорганизми из вагине не би пренели у материцу. Такође неопходно је урадити и лабораторијске анализе крви (седиментација еритроцита и број леукоцита), које могу да укажу на постојање неке инфекције у организму.

## Нежељена дејства
Компликације које могу настати у току хистеросалпингографије су:
- Инфекција унутрашњих гениталних органа,
- Алергијске реакције, на употребљени материјал и контрастно средство,
- Емболија, ако са грешком из шупљине материце унесе ваздух у крвне судове. Опасност од емболије не постоји при коришћењу водених раствора контрастник средстава, због чега се она, уместо уљаних) данас углавном и употребљавају.
- Руптура јајовода, иако се ретко дешава током интервенцији ипак је могућа. Да би се избегла током интервенције, према пространству материчне шупље убризгава се, највише до 8 cm³ контрастног средства под дозираним максималним притиском који не сме да прелази 2,5 бара.

## Мере превенције
После хистеросалпингографије, која се врши амбулантно, жена треба да остане три дана у постељи да би избегла евентуалну инфекцију. Ради превенције запаљења у појединој литератури се препоручујуе да жена узима неколико дана сулфонамиде и антибиотике.
Како истовремена инсуфлација јајовода са хистеросалпингографијом, као методе у себи крију знатне опасности у погледу евентуалних компликација, и треба их користити на крају испитивања, како би се искључило постојања свих осталих разлога за неплодност жене.